# Rassemblement démocratique pour la Martinique
Pour les articles homonymes, voir Rassemblement démocratique.
Le Rassemblement démocratique pour la Martinique est un parti politique français créé le 26 mars 2006 par Claude Lise à la suite d'une scission avec le Parti progressiste martiniquais. Le RDM est un parti de la gauche autonomiste.

## Résultats électoraux
Le RDM compte 12 élus et apparentés au conseil général de la Martinique : Claude Lise, Eugène Larcher, Raphaël Martine, Charles-André Mencé, Alfred Monthieux, Belfort Birota, Athanase Jeanne-Rose, Joachim Bouquéty, Gilbert Eustache (apparenté), Nestor Bruno Azérot (apparenté), Christiane Bauras (apparentée) et Éric Courset (apparenté).
Le RDM compte aussi 5 maires : Alfred Monthieux (Le Robert), Athanase Jeanne-Rose (Saint-Joseph), Joachim Bouquéty (Grand'Rivière) Charles-André Mencé (Ducos) et Eugène Larcher (Les Anses-d'Arlet). Deux maires sont apparentés au RDM, il s'agit de Nestor Azérot (Sainte-Marie) et Gilbert Eustache (Le Diamant).
Le 14 octobre 2007, Madeleine de Grandmaison devient députée européenne après la démission du député européen originaire de La Réunion, Paul Vergès. Elle occupa ce poste de 2007 à 2009.
En avril 2008, Ange Lavenaire, maire du Marigot, est élu président de la communauté d'agglomération du Pays Nord Martinique (CCNM) et Eugène Larcher, maire des Anses-d'Arlet, est élu président de la communauté d'agglomération de l'Espace Sud de la Martinique (CAESM). Joachim Bouquéty, maire de Grand'Rivière, est élu président du syndicat des communes du Nord Atlantique (SCNA).
En 2010, aux élections régionales des 14 et 21 mars, la liste « Alliance pour développer la Martinique » du RDM, conduite par Madeleine de Grandmaison, n'obtient que 8 875 voix. Depuis cette date, le RDM n'a plus aucun élu au conseil régional de la Martinique. 
En 2011, lors des élections cantonales des 20 et 27 mars, le RDM perd le canton 8 de Fort de France détenu par Geneviève Chanteur. Claude Lise perd aussi la présidence du conseil général. À l'issue du 2e tour, Claude Lise retire sa candidature et présente au 3e tour le doyen d'âge de son groupe, Alfred Sinosa. Mais ce dernier est battu par la candidate du groupe de l'opposition, Josette Manin par 23 voix contre 22.
En 2012, lors des élections législatives, le parti obtient 1 député avec Bruno Nestor Azerot.
En 2015, lors des premières élections territoriales, le RDM constitue une coalition électorale avec le Mouvement indépendantiste martiniquais (MIM), le Parti pour la libération de la Martinique (PALIMA), le Parti communiste martiniquais (PCM) et Martinique Écologie. La liste Gran Sanblé est conduite par Alfred Marie-Jeanne, président du MIM, député, ancien président du conseil régional, ancien conseiller général. Les têtes de la liste sont Claude Lise pour la section du Nord, Alfred Marie-Jeanne pour la section du Centre, Francis Carole, président du PALIMA, ancien conseiller général et conseiller régional sortant pour la section de Fort-de-France, et Jean-Philippe Nilor porte-parole du MIM, député, pour la section du Sud. Au premier tour, la liste obtient 36 523 voix, soit 30,28 %. La coalition fait une alliance électorale avec la liste conduite par Yan Monplaisir des Républicains. La liste fusionnée est nommée Gran Sanblé pou ba péyi-a an chans. Ensemble ils obtiennent au second tour 83 541 voix, soit 50,14 %, et 33 sièges sur 51 à l'assemblée. Le RDM obtient 6 élus à l'assemblée. Alfred Marie-Jeanne du MIM devient le 1er président du conseil exécutif nouvellement créé, tandis que Claude Lise devient le 1er président de la nouvelle assemblée.
En 2017, lors des élections législatives, Bruno Nestor Azerot est réélu député. Élu maire de Sainte-Marie le 2 décembre 2017, il démissionne de son mandat de député. Il est remplacé par sa suppléante Manuéla Kéclard-Mondésir (ex PPM), le 23 avril 2018.

## Organisation
Le secrétaire général du RDM est Hugues Toussay depuis le 18 mai 2024
Le secrétaire général du RDM est Claude Lise de 2006 à 2024 
Les secrétaires généraux adjoints du RDM sont Geneviève Chanteur, Marina Siger, Pierre Suédile, Claude Petit, Madeleine de Grandmaison, Alain Linise et Marie-Line Ampigny.
Le trésorier est Daniel Paraclet.

## Résultats électoraux

### Élections législatives
| Année | 1er tour | 1er tour | 2d tour | 2d tour | Sièges | Rang | Gouvernement |
| Année | Voix     | %        | Voix    | %       | Sièges | Rang | Gouvernement |
| ----- | -------- | -------- | ------- | ------- | ------ | ---- | ------------ |
| 2012  | 8 237    | 8,77     | 16 812  | 15,27   | 1 / 4  | 5e   | Opposition   |
| 2017  | 1 099    | 1,44     |         |         | 0 / 4  | 13e  | Opposition   |
| 2022  | 266      | 0,43     |         |         | 0 / 4  | 20e  | Opposition   |